# Électricité au Togo
L'électricité au Togo désigne l'ensemble des infrastructures et activités liées à la production, au transport et à la distribution d'énergie électrique sur le territoire de la République togolaise. Le secteur électrique togolais a connu une transformation significative depuis les années 2010, avec un taux d'électrification qui est passé de 23 % en 2010 à environ 70 % en 2024.

## Histoire
Le secteur électrique togolais moderne débute avec la création de la Compagnie énergie électrique du Togo (CEET) en 1963, dans le cadre de la politique d'indépendance énergétique du pays. Cette entreprise publique devient responsable de la production, du transport et de la distribution de l'énergie électrique sur l'ensemble du territoire national.
Au cours des années 2000 et 2010, le Togo lance plusieurs initiatives pour moderniser son secteur électrique et améliorer l'accès à l'électricité pour ses populations.

## Organisation du secteur

### Acteurs principaux

#### Compagnie Énergie Électrique du Togo (CEET)
La CEET est l'entreprise publique togolaise qui assure la majeure partie des activités du secteur électrique. Elle est responsable de la production, du transport et de la distribution de l'énergie électrique au Togo.

#### Communauté Électrique du Bénin (CEB)
La CEB est un fournisseur majeur d'énergie électrique pour le Togo. La CEET s'approvisionne en énergie électrique auprès de la CEB qui constitue son unique fournisseur externe pour l'approvisionnement régional.

#### Kékéli Efficient Power
Kékéli Efficient Power est une société de droit togolais, filiale du groupe français ERANOVE. Elle a signé le 22 octobre 2018 avec l'État togolais une convention de concession pour la conception, la construction et l'exploitation d'une centrale à cycle combiné de 65 MW.

### Régulation
Le secteur est régulé par l'Autorité de Régulation du Secteur de l'Électricité (ARSE), qui supervise les activités des différents opérateurs.

## Production d'électricité

### Mix énergétique
La production électrique togolaise repose sur plusieurs sources :

#### Centrales thermiques
Le Togo dispose de plusieurs centrales thermiques, dont la centrale Contour Global à Lomé qui a basculé à 100% au gaz naturel en décembre 2018.
Environ 10% de la consommation totale en énergie électrique émane de la production propre de la CEET et est assurée par les centrales de secours et une vingtaine de centrales thermiques isolées.

#### Énergies renouvelables
Le Togo développe activement les énergies renouvelables, notamment l'énergie solaire. En décembre 2023, le projet de construction de la centrale solaire photovoltaïque de Sokodé (64 MW) dans la préfecture de Tchaoudjo se précise et devrait être lancé mi-2024.

### Importations
Le Togo importe une partie significative de son électricité via la Communauté Électrique du Bénin (CEB) et d'autres accords régionaux.

## Consommation et accès à l'électricité

### Taux d'électrification
Le taux d'électrification du Togo a connu une progression remarquable, passant de 23% en 2010 à environ 70% fin 2024. L'objectif du gouvernement est d'atteindre un accès universel à l'électricité d'ici 2030.

### Consommation
En 2023, la consommation d'électricité au Togo se situe autour de 217 kWh par personne, un chiffre qui reste bien en deçà de la moyenne mondiale de 3 813 kWh par personne.

## Défis et perspectives

### Défis actuels
Le secteur électrique togolais fait face à plusieurs défis, notamment :
Des perturbations d'approvisionnement récurrentes
La nécessité de moderniser les infrastructures
L'extension du réseau électrique dans les zones rurales
En 2024, le pays a connu des perturbations d'approvisionnement en électricité qui ont nécessité l'intervention des autorités pour expliquer la situation aux populations.

### Perspectives d'avenir
Le Togo s'engage vers une transition énergétique durable avec :
Le développement des énergies renouvelables, particulièrement l'énergie solaire
L'amélioration de l'efficacité énergétique
L'extension progressive du réseau électrique national
L'objectif d'atteindre 100% d'électrification d'ici 2030